# Robert Morgan (colonel)
Pour les articles homonymes, voir Robert Morgan et Morgan.
Robert Morgan, né le 31 juillet 1918 à Asheville, en Caroline du Nord, et mort le 15 mai 2004 à Asheville, en Caroline du Nord, est un colonel et pilote américain.

## Biographie
Robert Morgan commandait le B-17 Memphis Belle qui réussit vingt-cinq missions de combat au-dessus de l'Allemagne, de la Belgique, des Pays-Bas et de la France entre le 7 novembre 1942 et le 17 mai 1943, pendant la Seconde Guerre mondiale. C'est le premier bombardier lourd qui permit à son équipage de rentrer à la maison après avoir accompli ses vingt-cinq missions. Lors de ces missions, qui ont toutes eu lieu de jour, le Memphis Belle vola pendant 148 heures et lâcha plus de 60 tonnes de bombes.